# Терористичний акт 11 вересня 2001 року
Терористичні акти 11 вересня 2001 року (9/11) — серія скоординованих терористичних атак ісламістської організації «Аль-Каїда», здійснена 11 вересня 2001 року на території США за допомогою захоплених пасажирських літаків. Унаслідок нападу загинуло 2 996 осіб, понад 6 000 осіб отримали поранення. Таким чином, теракт став найбільшим в історії за кількістю жертв; інфраструктура зазнала збитків на суму не менше 10 млрд доларів США.
Вранці 11 вересня чотири групи терористів-смертників, загальною кількістю 19 осіб, захопили чотири пасажирські авіалайнери, що належали двом великим авіаперевізникам США (United Airlines і American Airlines). Всі літаки вилетіли з аеропортів у північно-східній частині Сполучених Штатів і прямували до Каліфорнії. Кожна група викрадачів мала щонайменше одного члена, що пройшов початкову льотну підготовку. Терористи, захопивши літаки рейсу 11 American Airlines і рейсу 175 авіакомпанії United Airlines, спрямували обидва лайнери у північну та південну вежі комплексу Всесвітнього торгового центру в Нью-Йорку відповідно. Всередині будівель спалахнула пожежа. Вогонь розплавив опорні сталеві конструкції, що викликало повне руйнування споруд.
Протягом години і 42 хвилин обидві 110-поверхові вежі-близнюки обвалилися. Уламки зруйнованих будівель й пожежа викликали частковий або повний обвал понад десятка прилеглих споруд, зокрема 47-поверхової вежі 7 Всесвітнього торгового центру. Третій літак (рейс 77 American Airlines) викрадачі направили в будівлю Пентагону, розташовану неподалік від Вашингтону, що призвело до часткової руйнації західної частини штаб-квартири Міністерства оборони США. Пасажири і команда четвертого авіалайнера (рейс 93 United Airlines), довідавшись про долю інших літаків, атакували викрадачів і довели літак до катастрофи у безлюдному полі поблизу містечка Шанксвілл, що в штаті Пенсільванія.
Знищення Всесвітнього торгового центру та прилеглої інфраструктури завдало серйозної шкоди економіці Нижнього Мангеттену, справивши значний вплив на світові ринки. Волл-стріт закрили до 17 вересня 2001, а громадянський повітряний простір в США і Канаді — до 13 вересня. Очищення території від уламків будівель тривало аж до травня 2002. Пентагон було відремонтовано протягом року після теракту.
Підозра у здійсненні найбільшого в історії теракту швидко впала на «Аль-Каїду». Сполучені Штати відреагували посиленням заходів безпеки всередині країни. Згодом США розпочали оголошену Бушом Війну з тероризмом і вторглися в Афганістан, аби змістити талібів, які переховували представників «Аль-Каїди». Багато країн після цього випадку зміцнили своє антитерористичне законодавство і розширили повноваження правоохоронних органів і розвідувальних служб для запобігання подібних нападів. Хоча лідер «Аль-Каїди» Осама бен Ладен спершу заперечував будь-яку причетність до теракту, 2004 року він врешті-решт узяв на себе відповідальність за атаки. Мотивами головний терорист назвав підтримку США Ізраїлю, присутність американських військ у Саудівській Аравії та санкції проти Іраку. У травні 2011 року силами американського спецпризначення SEAL Team Six Осаму бен Ладена було виявлено і вбито в Пакистані.
Тепер на місці веж-близнюків розташовується реконструйований Всесвітній торговий центр 1, урочисте відкриття якого відбулося 3 листопада 2014.

## Теракт

### Хронологія подій
Пасажирський Боїнг 767 о 8:46 ранку протаранив верхню частину північної вежі і вона почала сильно диміти. Приблизно через 17 хвилин, вже в прямому ефірі, у сусідню південну вежу на швидкості близько 870 кілометрів на годину врізався другий літак. У хмарочосах почалася пожежа; деякі офісні співробітники, опинившись в пастці, просто вистрибували з палаючих веж. На той момент у будівлях знаходилося близько 50 тисяч людей. Десь через годину хмарочоси звалилися через сильні ушкодження: спочатку о 9:59 ранку впала південна вежа, а через 29 хвилин - північна башта. Все навколо покрилося тоннами пилу, диму і сміття; будівлі, які перебували неподалік теж постраждали; у людей почалася паніка, всі, хто був в епіцентрі, бігли намагаючись дістатися до безпечного місця.
Дуже скоро в новинах заговорили про серію терористичних атак. Виявилося, що постраждали не тільки вежі близнюки, терористи захопили 4 пасажирські літаки. Викрадачі сіли на борт як звичайні пасажири, але відразу після зльоту вивели з ладу екіпаж; з собою у них були тільки ножі, ніякої вогнепальної зброї. Коли контроль над польотом виявився в їхніх руках - терористи направили їх прямо на одну із веж. 2 літак летів з Бостона та атакував іншу вежу, 3 летів з Далласа і врізався в ліве крило будівлі Пентагону о 9:37 ранку, 4 літак летів з Нью-Джерсі і збирався атакувати Білий дім, але о 10:03 впав в поле недалеко від Шанксвілл в Пенсільванії; пасажирам і екіпажу цього лайнера інформаційне відомство повідомило про атаки, тому вони проявили мужність і чинили опір терористам.
Чотири комерційних авіалайнера, що летіли в Каліфорнію з аеропортів Логан, Даллес та Ньюарк, були захоплені терористами під час виконання польоту, приблизно одночасно, через деякий час після вильоту. Оскільки довжина маршрутів лайнерів становила близько 4200 км, вони мали на борту приблизно по 30–35 тис. літрів авіаційного пального кожен.
- Рейс 11 American Airlines 11 вересня 2001, літак Боїнг 767–200[3], бортовий номер № 334AA, врізався в північну сторону північної вежі (ВТЦ-1) в, за різними даними, від 8:46:26 до 8:46:40[4] (тут і далі час місцевий), приблизно на рівні 94–98 поверху.[5]
- Рейс 175 United Airlines, літак Боїнг 767—200[6], бортовий номер № 612UA, врізався в південну сторону південної вежі (ВТЦ-2) о 9:02:59, приблизно на рівні 78–85 поверху. Ця подія була знята телевізійними знімальними групами, що знімали наслідки першого удару.[7]
- Рейс 77 American Airlines, літак Боїнг 757–200, врізався в будівлю Пентагона о 9:37:46.
- Рейс 93 United Airlines, літак Боїнг 757—200[8], бортовий номер № 591UA, впав на поле в південно-західній частині Пенсільванії, біля міста Шенксвілл о 10:03:11. Місце падіння розміщене приблизно за 240 км на північ від Вашингтона. Імовірно, падіння відбулося внаслідок боротьби, яка стала наслідком спроби пасажирів і членів екіпажу повернути контроль над літаком.

Унаслідок потрапляння літаків у день атаки зруйнувалося три будівлі ВТЦ. Південна вежа (ВТЦ-2) впала приблизно о 9:56 після пожежі, що тривала 56 хвилин. Північна вежа (ВТЦ-1) впала о 10:28 після пожежі, що тривала 102 хвилини. Третя будівля, вежа ВТЦ-7 зруйнувалася о 18:16 унаслідок пожежі і пошкоджень, отриманих при обваленні основних веж ВТЦ.
Після захоплення літаків деякі пасажири змогли скористатися супутниковим телефоном літака, а також своїми мобільними телефонами, і повідомити про захоплення. За їх повідомленнями терористи використовували холодну зброю (можливо, офісні і складні побутові ножі), унаслідок чого загинули кілька бортпровідників, щонайменше один пасажир і щонайменше один пілот, КВС рейс 11, Джон Огоновський. Крім того, терористи використовували газові балони (сльозогінний газ або перцеву витяжку) на рейсах 11 і 175. У трьох випадках терористи загрожували вибухом літака, але розслідування показало, що найімовірніше терористи не мали при собі вибухових пристроїв.
Згідно з розшифровкою бортового самописця рейсу 93, команда і пасажири літака здійснили спробу повернути контроль над літаком після того, як дізналися мобільними телефонами, що інші захоплені літаки врізалися у вежі ВТЦ. Ймовірно, терористи направили літак у землю, унаслідок чого сталося падіння. Метою терористів, які захопили цей рейс, була будівля Капітолія, яку вони між собою називали кодовим словом «факультет права».
Всі комерційні авіарейси були скасовані, посадку літаків на території США було заборонено (крім внутрішніх рейсів, що вже перебували в повітрі). Уперше в історії були приземлені всі цивільні літальні апарати на території США та Канади, крім тих, які належали поліції або виконували медичні польоти; це позначилося на десятках тисяч пасажирів у всьому світі. Всі міжнародні рейси, що прибували в США, були скасовані або перенаправлені в аеропорти Канади та Мексики. Над великими містами США було організовано патрулювання винищувачами ВПС і Національної Гвардії. Надходили повідомлення про інші терористичні атаки, які згодом виявилися помилковими. Наприклад, повідомлялося про вибух бомби в автомобілі біля будівлі Держдепартаменту США, про пожежу у Вашингтонському торговому центрі, про вибух Труман Білдінг у Вашингтоні. Крім того, повідомлялося про захоплення ще одного літака, рейс 1989 Delta Air Lines (Boeing 767), це повідомлення також виявилося неправдивим.
Була приведена в стан підвищеної готовності Система екстреного сповіщення (EAS), але вона так і не була використана. Були виконані плани з підтримки діяльності уряду в надзвичайних ситуаціях, а також плани евакуації національних лідерів.

### Жертви

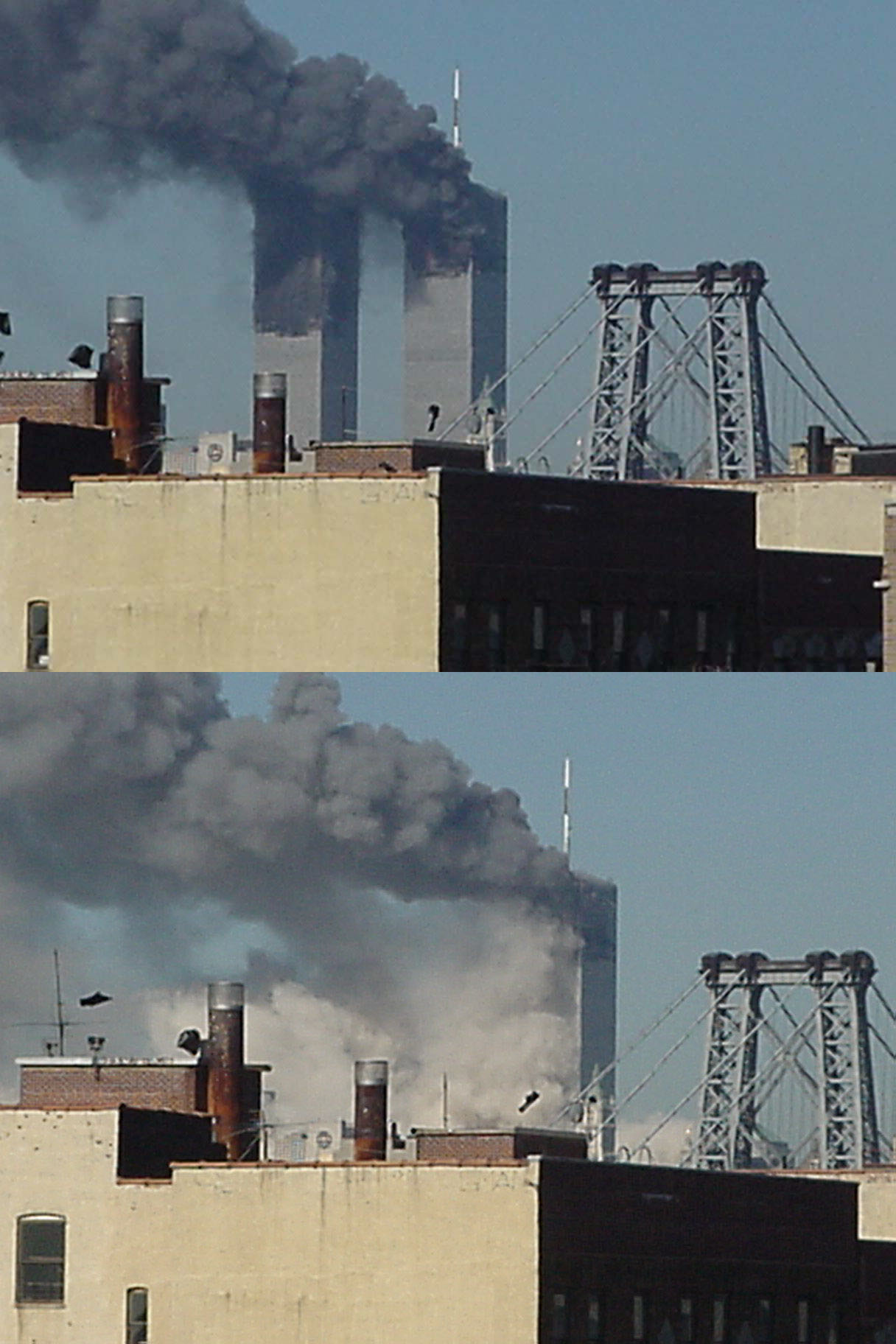
Падіння веж-близнюків

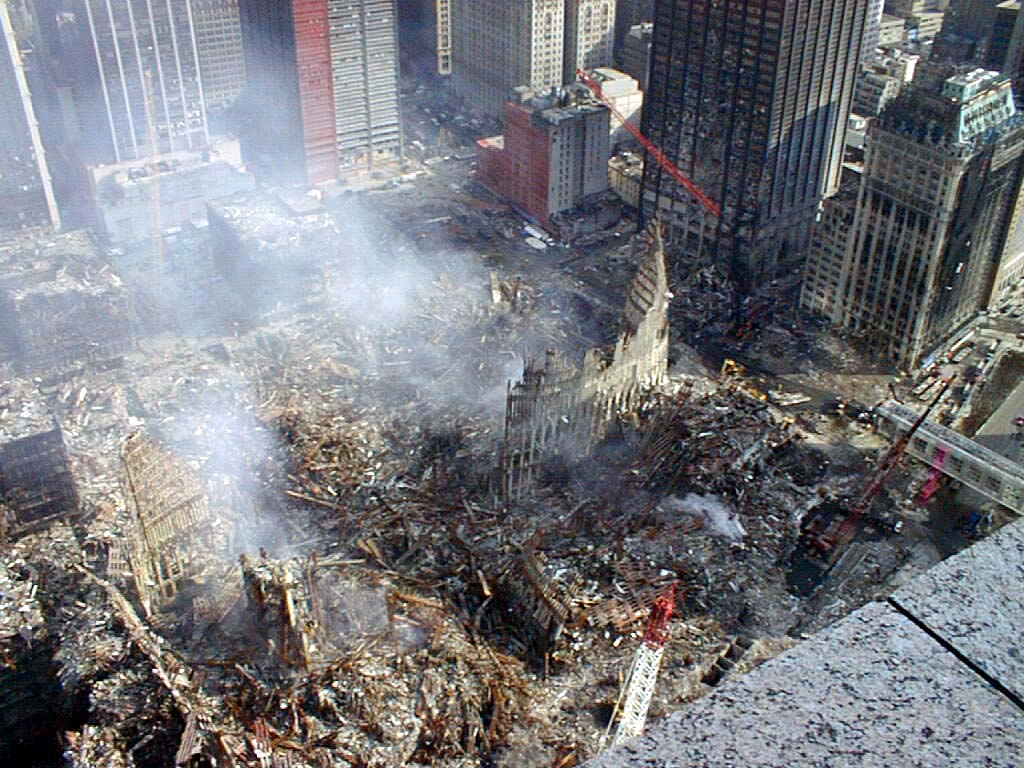
Руїни ВТЦ після теракту

Встановлено, що через замах загинули 2 974 людей (станом на 29 жовтня 2003 р.). Значні втрати понесли комунальні служби, головним чином пожежні та поліція — у рятівних акціях загинули приблизно 300 співробітників. Остаточна кількість жертв на 40 осіб менша проти попередньої версії, яка вже потрапила до деяких енциклопедій. При встановленні кількості та ідентифікації загиблих вперше в історії було застосовано генетичні методи дослідження, які були практично єдиним способом ідентифікації останків жертв. Замах на Всесвітній торговий центр став першою настільки масштабною операцією подібного типу і спричинив більше жертв та матеріальних втрат, ніж будь-який інший теракт в історії США і всього світу.

### Рятувальна операція
Під час терористичної атаки начальник служби охорони банку Morgan Stanley Рік Рескорла, який займав частину поверхів в південній вежі Центру, зумів провести евакуацію з вежі понад 2700 співробітників та клієнтів банку, чим врятував їх життя. Сам Рік при цьому загинув.

## Нападники та їхні мотиви
У теракті підозрювали багатьох осіб (у тому числі й американські владні структури та антиглобалістів). Остаточно звинувачення впало на «Аль-Каїду» та її керівника Осаму бен Ладена. Однак є й такі, що вважають, що за атаками стоять Моссад або ЦРУ (Ранок «пластмасових ножів» або міжелітна «розборка в США» (напередодні 11 вересня)).
29 жовтня 2004 року арабський телеканал «Аль-Джазіра» показав виступ Осами бен Ладена, в якому він узяв на себе відповідальність за замахи 11 вересня 2001 року і пригрозив їх повторенням. Він засвідчив, що теракт в США був боротьбою за свободу.

## Критика щодо подій 11 вересня 2001 року
Офіційна версія подій 11 вересня викликала неоднозначну реакцію громадськості і була різко розкритикована, що стосується версії повного обвалення висотних залізобетонних будівель Всесвітнього торгового центру від пожежі. Ставиться під сумнів те, що характер обвалення веж ВТЦ відповідає тому, який могли викликати попадання літаків і пожежі, стверджується, що руйнування веж більше схоже на контрольоване знесення. Вказувалося також на те, що офіційна версія ігнорує численні повідомлення свідків про вибухи в вежах ВТЦ. Висловлювалося припущення, що урядові чиновники США були інформовані про майбутні атаки і не вжили заходів для їх запобігання. Також робилися припущення, що атаки були сплановані і здійснені не «Аль-Каїдою», а американськими чи навіть ізраїльськими спецслужбами. Викликають сумніви і багато інших обставин (дії протиповітряної оборони, особи терористів, зв'язок «Аль-Каїди» з ЦРУ і т. д.). Існує думка про необхідність нового незалежного розслідування цих терактів.

## Наслідки

### Війна з тероризмом
Теракт став безпосередньою причиною «війни проти тероризму», яку тогочасний президент США Джордж Буш проголосив у своїй промові 20 вересня; її першим етапом стала атака на керований талібами Афганістан, де ймовірно перебував Осама бен Ладен, і вдосконалення системи безпеки (зокрема в аеропортах) та впровадження в багатьох країнах антитерористичних заходів, які в окремих випадках обмежують громадянські права. Існує думка, що американська влада зловживає спекуляціями на тему теракту для виправдання війни в Афганістані та Іраку і обмеження громадянських прав.
Теракт також спричинив значну кризу в авіаційній та туристичній галузях, потягнув за собою значні зміни у структурі безпеки в США та усьому світі.

## Українці— жертви Терористичного акту 11 вересня 2001 року та реакція України на трагедію
Україна висловила співчуття. Разом з тим достеменно встановлено, що серед жертв теракту є 12 осіб українського походження:
- Олена Белеловська (Україна, Київ), емігрувала до США 1993 року
- Олександр Брагінський (Україна, Одеса), емігрував до США 1979 року
- Марина Геруберг (Україна, Одеса), емігрувала до США 1984 року
- Геннадій Боярський (Україна, Львів), емігрував до США 1978 року
- Юрій Мучинський (Україна), емігрував до США 1994 року
- Володимир Савінкін (Україна, Одеса), емігрував до США 1996 року
- Борис Халіф (Україна), емігрував до США 1979 року
- Людмила Ксідо (Україна, Одеса), емігрувала до США 1979 року
- Ігор Зукерман (Україна), емігрував до США 1992 року
- Тетяна Бакалінська (Україна, Біла Церква), емігрувала до США 1994 року
- Іван Скала українець, народився у США
- Олег Венгерчук українець, народився у США

## Факти
- Кількість дітей, котрі втратили своїх батьків після теракту, становить 3051 осіб. А через дев'ять місяців після теракту народжуваність в Нью-Йорку була вищою на 20 %, ніж роком раніше.
- Споживання алкоголю в Нью-Йорку протягом кількох тижнів після теракту становило 25 %. Цей показник більший від торішнього: споживання тютюну зросло на 10 %, марихуани — на 3,2 %. Проте збільшилась відвідуваність церков та синагог на 20 %.
- Загальна вартість творів мистецтва, котрі були знищені через теракт, перевищує 100 млн доларів. Серед них: серія картин «Etablature» Роя Ліхтенштейна, роботи Пабло Пікассо та Девіда Гокні. А також безліч інших авторських робіт, елементів інтер'єру тощо.
- Одним з маловідомих героїв цього дня став пес-поводир, лабрадор Roselle, який вивів свого сліпого господаря з 78 поверху Північної вежі.
- Пожежникам знадобилося 100 днів, щоб погасити усі осередки пожеж, які були викликані атакою на ВТЦ.
- Всього робітникам довелося перевірити 1 млн тонн уламків та сміття у пошуках предметів, що належали жертвам теракту. Вони знайшли 437 годинників, 144 обручки та багато інших коштовностей.
- За три години до атаки у Принстонському університеті система, названа «Генератором випадкових подій», видала повідомлення про наближення катастрофи.
- За пів року до теракту орендний договір на 99 років у будівлі ВТЦ викупила за 3,2 млрд дол. фірма Ларрі Сільверстайна.
- Чорні скриньки літаків, що врізалися у будівлю Пентагону, знайшли 12 вересня 2001 р. Як повідомив державний секретар США Дональд Рамсфелд, дані жодного запису з цих скриньок розшифрувати не вдалося.

## Вшанування пам'яті

### США

#### Меморіал і відбудова

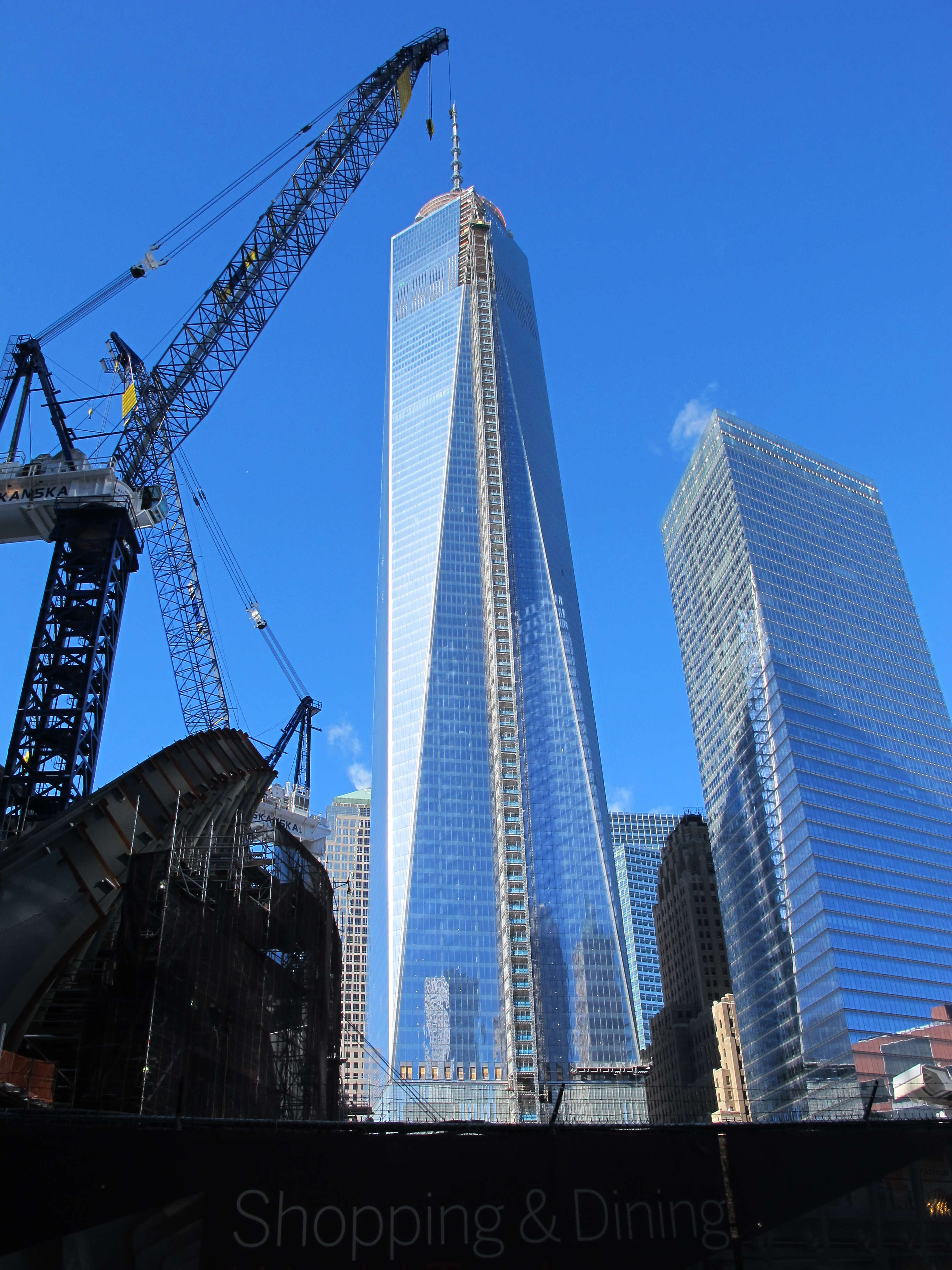
Світовий торговий центр станом на 22 січня 2014 року

Ця трагедія залишила великий слід в історії Сполучених Штатів Америки та всього світу. У роковини трагедії та в інші значні дати на місці атак проводять службу та низку інших пам'ятних акцій. Відбудова будівель Торгового Центру, про яку мер Нью-Йорка Руді Джуліані заявив ще в день атак, нині[коли?] відкладається через економічну кризу.

#### Меморіал Пентагону
11 вересня 2008 року у Вірджинії на північний захід від Пентагону був відкритий меморіал, присвячений 184 чоловікам і жінкам, які загинули, коли літак компанії American Airlines врізався в будівлю Пентагону.

### Україна
2005 року у Києві був відкритий пам'ятник жертвам терактів 11 вересня 2001 року.
- 2007 року у місті Одеса була відкрита меморіальна дошка жертві теракту Володимиру Савінкіну.

### У музиці
У пісні групи «На Відміну Від» «Вгашений» зокрема є такі слова: «Я скерував літаки на центр торговий у Штатах»
У пісні групи «Pianoбой», «Простые вещи» зокрема є такі слова: «Не заметили затмения лунного, и падения двух башен в сентябре»